# Oberegg (Appenzell Innerrhoden)
Oberegg – gmina (niem. Bezirk) w północno-wschodniej Szwajcarii, w kantonie Appenzell Innerrhoden, w niemieckojęzycznej części kraju. 31 grudnia 2014 liczyła 1900 mieszkańców. Gmina jest eksklawą kantonu, ponieważ otoczona jest kantonami Appenzell Ausserrhoden oraz St. Gallen.